# Stubben
Stubben est une commune allemande du Schleswig-Holstein, située dans l'arrondissement du duché de Lauenbourg (Kreis Herzogtum Lauenburg), à neuf kilomètres au sud de la ville de Bad Oldesloe. Stubben est l'une des 25 communes de l'Amt Sandesneben-Nusse dont le siège est à Sandesneben.